# Karl Holl
Karl Holl (Heidelberg, 26 de maio de 1886 – Heidelberg, 25 de novembro de 1971) foi um historiador da literatura alemão.

## Vida
Filho de Friedrich Holl e Susanna, nascida Seeger, estudou em Heidelberg germanística. Obteve a habilitação em 1917 na Technische Hochschule Karlsruhe, onde foi em 1919 privatdozent, tornando-se em 1924 professor. Foi de 1931 a 1933 reitor.

## Publicações
- Goethe: Stoff, Gehalt, Form : Ein Beitrag zu Goethes Wortgebrauch und Ästhetik, Weidmann, Berlim, 1917
- Schiller und die Komödie : Rede, J. J. Weber, Leipzig, 1925
- Gotthold Ephraim Lessing : Gedächtnisrede zu seinem 200. Geburtstage gehalten in der Aula der Technischen Hochschule Karlsruhe am Tage der Reichsgründungsfeier 1929, C. F. Müller, Karlsruhe, 1929
- Die Technische Hochschule: Bildungsanstalt oder Fachschule?, C. F. Müller, Karlsruhe, 1931
- Geschichte des deutschen Lustspiels, Unveränderter fotomechanischer Nachdruck der Ausgabe Leipzig 1923, Wissenschaftliche Buchgesellschaft, Darmstadt, 1964